# Rathaus Grabow

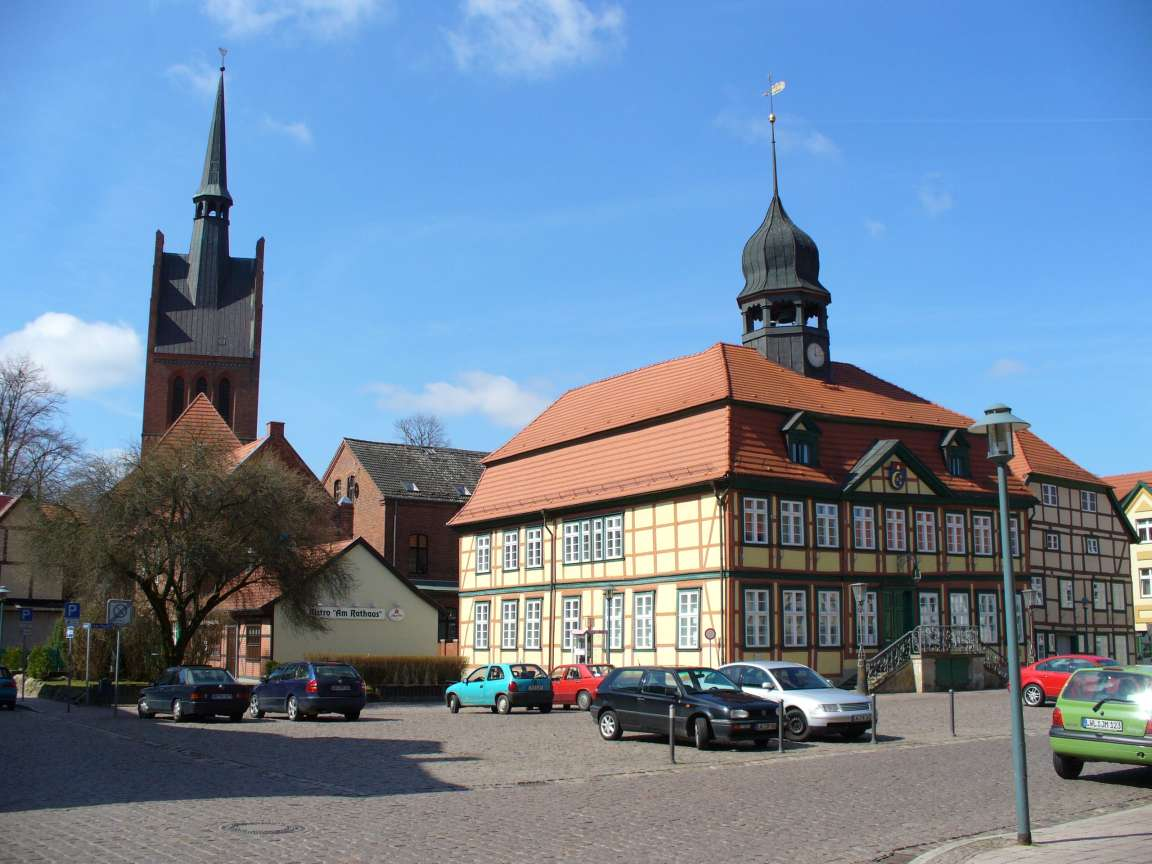
Rathaus Grabow am Markt

Das Rathaus von Grabow stammte ursprünglich aus dem 13. Jahrhundert. Es wurde 1727 neu errichtet. Es befindet sich im Zentrum von Grabow direkt am Marktplatz.
Die Gebäude stehen unter Denkmalschutz.

## Geschichte
Grabow erhielt 1252 das Stadtrecht. Bald darauf entstand ein erstes gotisches Rathaus am heutigen Marktplatz. Beim Stadtbrand von 1725 wurden Kirche, Rathaus und viele Häuser teils oder ganz vernichtet. 
Der Neubau des Rathauses von 1727 ist ein Werk des Amtsbaumeisters Christian Reichel und des Zimmermeisters Joachim Schlubeck. Der zweigeschossige Fachwerkbau im Stil des Barocks wurde mit einem Mansarddach versehen. Darauf befindet sich ein offenes Rathaustürmchen, eine Laterne mit geschweifter Haube. Ein Giebeldreieck überformt den dreiachsigen Mittelrisalit und den Eingang mit seiner doppelläufigen Treppe.

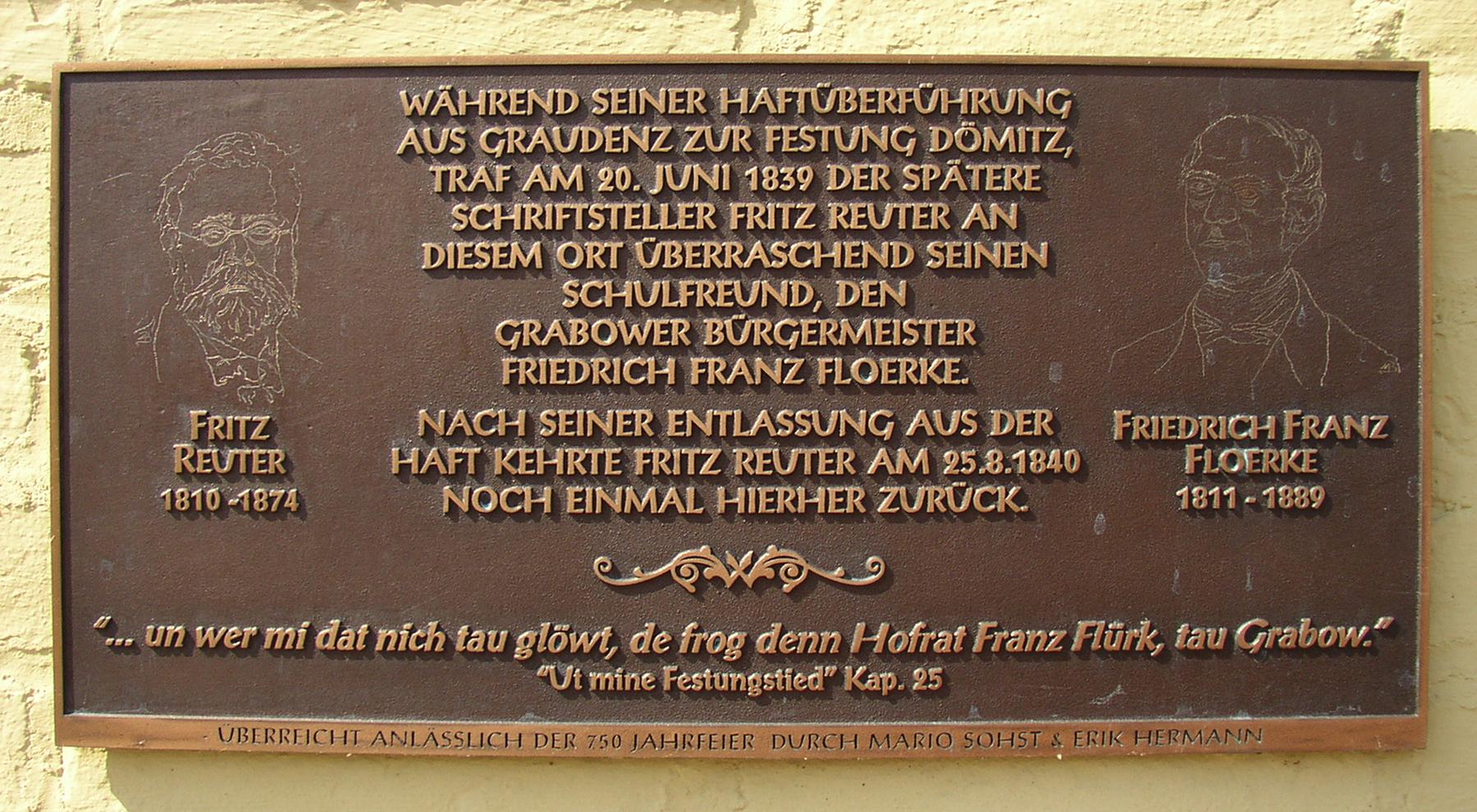
Reuter-Gedenktafel

Im Rathaus amtierte als Bürgermeister einer der Vorfahren des Schriftstellers Thomas Mann. Bekannt ist auch das erfolgreiche Bemühen von Bürgermeister und Hofrat Friedrich Franz Floerke von 1839 zur Freilassung von Fritz Reuter aus preußischer Haft.
Das Rathaus wurde in Rahmen der Städtebauförderung um 1998 gründlich saniert. In der Silvesternacht 2022 entstanden erhebliche Schäden an der historischen Fassade durch Feuerwerkskörper.